# Marie Luisa Habsbursko-Lotrinská (1798–1857)
Marie Luisa Habsbursko-Lotrinská (30. srpna 1798, Florencie – 15. června 1857, Florencie) byla rakouská arcivévodkyně a toskánská princezna.

## Život
Narodila se 30. srpna 1798 ve Florencii jako dcera velkovévody Ferdinanda III. Toskánského a jeho manželky velkovévodkyně Luisy Marie Amélie Terezy Neapolsko-Sicilské. Vyrůstala v Toskánsku a Rakousku. Působila jako abatyše Ústavu šlechtičen ve Florencii.
Zemřela 15. června 1857 ve Florencii jako svobodná a bezdětná.

## Tituly, oslovení a vyznamenání
- 30. srpen 1798 – 15. červen 1857: Její císařská a královská Výsost Marie Luisa Habsbursko-Lotrinská, arcivévodkyně rakouská, princezna toskánská, uherská a česká etc.
  -  Habsbursko-lotrinská dynastie: Dáma Řádu hvězdového kříže